# Jorge Gabrich
Jorge Luis Luján Gabrich Cinalli (nacido el 14 de octubre de 1963 en Chovet, provincia de Santa Fe) es un exfutbolista argentino que se desempeñaba en la posición de delantero.

## Carrera profesional
Comenzó su carrera profesional con Newell's Old Boys al que se incorporó en 1980 a los 16 años. Su buen desempeño le valió una convocatoria para la Selección Argentina Sub-20 con la que compitió en el Mundial Juvenil de 1983. Argentina ganó el grupo preliminar C con un impresionante récord de 10-0 goles y 6-0 puntos, al que Gabrich había hecho una contribución decisiva con cuatro goles. Como tercer mejor goleador del torneo, también fue galardonado con la bota de bronce. Argentina también podría vencer a Holanda con Marco van Basten y Polonia. En la siguiente ronda eliminatoria se impuso y llegó a la final ante su archirrival Brasil que perdió 0-1.
El FC Barcelona hacía tiempo que se fijaba en Gabrich y fichaba al talentoso jugador. Sin embargo, Gabrich tuvo la mala suerte de que su compatriota Diego Maradona y el alemán Bernd Schuster ya estuvieran bajo contrato en el FC Barcelona y solo dos extranjeros podían jugar en ese momento. Así, Gabrich fue utilizado por primera vez cuando Maradona tuvo que ser sustituido por una lesión. Hizo su debut en la Primera División de España en los 18 minutos restantes cuando el Barça se impuso por 4-2 al Valencia CF. Después de eso, sin embargo, solo consiguió uno más, esta vez de 26 minutos de uso en la victoria por 0-0 ante la Real Sociedad. 
Como a Gabrich solo se le permitió jugar en el segundo equipo del FC Barcelona, regresó a casa, donde jugó en el Vélez Sarsfield y el Instituto Córdoba durante los dos años siguientes. Luego lo intentó de nuevo en Europa y fue utilizado en la temporada 1986/87 en el equipo francés de segunda división Stade de Reims.
Luego pasó dos temporadas con su primer club, Newell's Old Boys, con el que ganó el campeonato de fútbol argentino en la temporada 1987/88. El 19 de octubre de 1988, en el partido de ida de la final de la Copa Libertadores marco el 1 a 0 frente a Nacional, sin embargo, en un partido no exento de polémicas el conjunto uruguayo ganaría la vuelta por 3 a 0.
Gabrich pasó los últimos 5 años de su carrera profesional en México, donde marcó 22 goles al servicio del CD Irapuato en la temporada 1989/90, convirtiéndose en el segundo mejor goleador de la máxima división mexicana. Las siguientes dos temporadas Gabrich pasó con los Tiburones Rojos de Veracruz, en los que anotó 18 (1990/91) y 11 hits (1991/92). Su última estación fue la UAG Tecos, donde solo pudo marcar 6 goles en la 1992/93, pero recuperó su antigua fuerza en la siguiente temporada 1993/94 y con su total de 13 goles en esta temporada una gran parte del único título de campeonato de los Tecos.